# エウレカセブン (ゲーム)
『エウレカセブン TR1:NEW WAVE』と『エウレカセブン NEW VISION』は、2005年10月27日と2006年5月11日に発売されたアクションRPG。
2009年6月25日には『TR1:NEW WAVE』のグラフィックと操作性を向上させた『エウレカセブン NEW WAVE Graduation』が発売された。なお、映画『交響詩篇エウレカセブン ポケットが虹でいっぱい』の同梱版も同時発売された。

## 概要
バンダイとボンズが中心となって発足したメディアミックスプロジェクト「Project EUREKA」の中核を担う作品の1つ。コミック『エウレカセブン グラヴィティボーイズ&リフティングガール』とTVアニメ『交響詩篇エウレカセブン』の間の物語を描いた“もうひとつのエウレカセブン”。TVアニメと同様｢ボーイ・ミーツ・ガール｣をコンセプトに製作されており、中核スタッフもTVアニメと共通している。今作では、TVアニメでは敵として登場する“塔州連邦軍”の視点からストーリー描かれており、TVアニメでは明確に描かれなかったと連邦軍時代のホランドや彼が叛乱を起こした当時の軍の実情、さらにゲッコーステイトに加入する前のムーン・ドギーの活躍等を知ることができる。

## ストーリー
人類が故郷の星を離れ幾千年。気の遠くなるような宇宙の旅の末「約束の地」と呼ばれるところに住み始めていた。
「スカブ」に覆われた地表、そこから生まれる粒子「トラパー」の舞う空。未知の世界でのさまざまな困難を乗り越え、土地を切り拓き、適応し、根を下ろしていく。何百年という長い時が流れたのち、大型の機械「LFO」、トラパーを利用した発電制御装置「コンパク・ドライヴ」、空中を飛ぶスポーツ「リフティング」など、人類は地球とは異なるさまざまな文化を産み出していた。
全土にわたり統治活動を行っている連邦国家直属の軍隊“塔州連邦軍”はLFOの汎用性の高さに目をつけ、軍事利用への道を模索し始める。重武装を施した軍用高性能LFO「KLF」、それを乗りこなす優れたライダーを手に入れるため、連邦軍直属のLFOライダー養成機関「NW（ニューウェーブ）」を設立した。
軍人エリート候補生だったサムナは、自分の意思で道を切り拓くために今までの自分の地位を捨て、NW（ニューウェーブ）へと足を踏み入れる。彼を待ち受けていたのは個性的なチームメイト、厳しい上官、そして“ルリ”という同い年の女の子。
NW（ニューウェーブ）での様々なミッションを経て、遂にサムナは卒業トーナメントに優勝し、KLF特殊部隊「ソーヤ隊」に配属される。しかし彼は卒業トーナメントの前に突如、NW（ニューウェーブ）から姿を消したルリのことが気になっていた。彼女が軍を離れた意味とは何なのか。
『交響詩篇エウレカセブン』へ繋がる、「Project EUREKA」の、始まりの物語。

## 登場人物
※表記されている年齢は、ゲーム開始時点の年齢

### 主要人物
サムナ・スタージョン
声 - 下野紘
ゲーム版コミック及び『NEW WAVE』『NEW VISION』の主人公。11982年4月21日生まれ。名門の軍人一家スタージョン家の生まれで、軍人エリートコースを自分の意思とは関係なく歩んでいた。しかし、決まりきった未来を嫌い士官学校を中退、LFOライダーを目指しNW（ニューウェーブ）へ編入する。リフティングは14歳の時に出会った少年“BB”に憧れたことから始めており、愛用しているボードは兄の一人であるトリノからもらったもの。学業成績は優秀だったにも関わらず人の名前を覚えるのが苦手で、学生時代はクラスメイトの顔と名前が一致しないこともしばしばあった。性格は実直一辺倒で、言ってしまえばバカ正直。LFOの知識はかなりのもので、一目見ただけでLFOの機種を判別することができる。
NEW WAVE
18歳。NW（ニューウェーブ）に入隊した当初は、ルリを相手にLFOで大敗を喫してしまうが、仲間達との交流と自らの努力によって実力を開花させて行く。卒業トーナメントでは、決勝戦でフッキを実力で倒して優勝。NW（ニューウェーブ）を首席で繰り上げ卒業して、KLF特殊機動部隊ソーヤ隊に配属が決定するなど編入であることを物ともしない優秀な成績を残した。ソーヤ隊に配属されてからは、とある事情により参加することになったベスタカップで歴代チャンピオンのショーンとフッキの二人を抜いて優勝を果たした他、ブラックマーケットでの単独任務で成果を上げる。終盤にはそれまでの活躍を評価され、隊で最初にLFO用のリフボードを支給された。直後に行われたセナンでの警備任務では、ひょんなことから出会ったムーンドギーや再会したルリとの会話を経て、自分のやりたいことが見つかっていないことに気付かされていく。そして様々な葛藤の末、自分を偽ることなく感じるままに生きていくことを決心し、ルリのニルヴァーシュ強奪に自ら協力した。塔屋上では、自身の505にルリを搭乗させ、彼女を守りたい一心からニルヴァーシュを起動させた。ニルヴァーシュの性能と自身の力で、仲間達の制止やピート・サヴィルとのリフ対決にも勝利してセナンを脱出した後、無事ニルヴァーシュをホランドへと引き渡した。その際、ホランドからは仲間にならないかと声をかけられたもののそれを断っている。以降は、505で脱出する際に約束した“自分たちが初めてあった場所”で再会するためにルリを捜すことにする。
NEW VISION　
23歳。セナンでの一件から軍籍を抜けており正体を隠すため、“BB”を名乗ってプロのリフボーダーとして活動している。再会を約束した場所だと思っていたNW（ニューウェーブ）にルリが現れなかったことから、信じられるものをなくしてしまいLFOに乗ることもなかったが、最後のベスタカップで優勝賞品のLFOフレストニアを手に入れたことから、もう一度LFOに乗ることになる。軍籍を抜ける際、スタージョン家によって死亡扱いとされたため、彼が生きていることを知る者は少ない。現在の移動手段は、ゲッコーステイトに加わったムーンドギーから譲り受けたLFOを運べるキャリア（車検通し済み）で、ストーリーにも頻繁に登場する。
ちなみに彼がゲーム本編中に時折話す独白は、ゲーム版コミックの登場人物である幼馴染のイーディへ向けた手紙である。
名前の由来はイギリスのロックバンドであるニューオーダーのバーナード・サムナーから、余談だが、サムナの父親の名前は「バーナード・スタージョン」という設定。
ルリ
声 - 豊口めぐみ
ゲーム版コミック及び『NEW WAVE』『NEW VISION』のもう一人の主人公。栗色の髪と赤色の瞳が特徴的な美少女。足のサイズは24.5（スティーブン調べ）。一級品のLFO操縦技術を持つ、NW（ニューウェーブ）のトップライダー。幼少期、住んでいた街がスカブの地殻変動に巻き込まれたことで孤児となり、スラムで貧しい生活を送っていた過去を持つ。そんなある日、カリスマリフボーダー時代のロディ・フレイムと出会い、彼にリフを教わってからはリフ大会の賞金稼ぎとして活動するようになる。そのため、リフのテクニックも折り紙つき。しかし、大会には女性の参加資格がないために、“BB（ブルーバード）”と名乗り、少年と偽ってボーダー活動を展開していた。塔州連邦軍には、実験中に事故を起こしたフレイムの後を受けてテストライダーとして所属、後に将来性を見込まれNW（ニューウェーブ）に編入した。シリーズ構成の佐藤大曰く「タルホとエウレカを足して2で割ったような女性」と評される性格の持ち主だが、“BB”時代は弱い自分を隠すために少年と偽っていたことから男口調の非常にボーイッシュな性格をしていた。前述の経歴から正式なフルネームは不明であるが、書類上では手続きの関係で“ルリ・フレイム”と記載されている。
ちなみにアニメにも、サムナと共に一瞬だけ登場している。
アニメの漫画版においては、後半に主要キャラとして登場し、ドミニクに世界の真実と、デューイの真の目的を教えた。
NEW WAVE　
18歳。BB時代に出会ったサムナ（本人に自覚無し）に興味を持ちリフや合同演習を共に行うが、後に自分たちの技術がCFSに利用されていることを知り卒業トーナメントの日にNW（ニューウェーブ）を中退。その後は髪を伸ばすなど容貌を変えライラとして独自に行動をするようになる。NW（ニューウェーブ）の調査中、宗教組織ヴォダラクに助けられ、その恩から時にはヴォダラクの工作員として活動したこともあった。助けてもらった際、彼らと交流をもったことで、それまでの自分が知らなかったルールや規則に囚われない世界があることを知るようになる。終盤には、軍に叛乱を起こしたホランドと接触、セナンに保管されていたニルヴァーシュの強奪に自ら協力する。その際、ちょうど任務でセナンに来ていたサムナを巻き込み、自身がNW（ニューウェーブ）を去った理由や彼になぜ今も軍に所属し続けているのかを問いただしている。最終的にはニルヴァーシュを彼に託し、“自分たちが初めて出会った場所”での再会を約束した後、サムナの505でセナンを脱出した。
NEW VISION　
23歳。サムナの505を使って無事にセナンから脱出後、CFS研究施設を見つけようと再び単独で行動している。今作では変装するたびに髪型を変えていた前作とは異なり、短めのサイドテールに統一されている。フレイムの経営するアザールが、スポンサーを務めた最後のベスタカップで、サムナが優勝したことから彼の所在を突き止め、共に行動するようになる。なお、彼女が“初めて出会った場所”として向かった場所はNW（ニューウェーブ）ではなく、ベスタのリフ会場である。
ライラ
NW（ニューウェーブ）を去った後、正体を隠す為にルリが名乗っていたもう一つの名。長髪に赤いライダースーツという派手な格好に身を包み、NW（ニューウェーブ）にいた時とは外見が大きく変化している。その変貌ぶりは、彼女の面影をずっと追い続けていたサムナでさえ全く気付かなかったほどで、ルリと知った際には大変驚愕した。ブラックマーケットでは、盗賊団ギルズが独自に入手していた軍の機密データ（顧客リスト）を手に入れるため、セナンでは塔内に隠されていたニルヴァーシュを強奪し、ホランドに引き渡す為にそれぞれ行動している。当初、サムナとは正体を隠して行動を共にしていたが、軍からの追手を逃れ自らの隠れ家に逃げ込んだ際に自ら正体を明かした。なお、ライラとしての彼女は、ブラックマーケット近郊のチンピラや商人たちに名を知られた有名人で、特にギルズのリーダーであるジャンからは、「俺の女」とまで言われるほどの厚い信頼を寄せられていた。
ムーンドギー
声 - 入野自由（NEW WAVE）、宮野真守（NEW VISION）
アニメ『交響詩篇エウレカセブン』に登場するゲッコーステイトのメンバー。11988年6月8日生まれ。本作ではアニメにおいて描かれることのなかった、彼がゲッコーステイトのメンバーに入ろうとした理由やレントンが加入する以前にしていた家出中の出来事を知ることができる。ムーンドギーという名前は偽名であり、本名はジェームズ・ダレン・エマーソン。
NEW WAVE
11歳。LFOで世界を変えた男、ホランドを追っている田舎（エストタウン）出身のアマチュアリフボーダー。ホランド達が発刊した雑誌「ray=out」の創刊号に記載されていた、セナンにゲッコーステイトが現れるという情報を信じて、仲間に入れてもらおうとLFOの積めるキャリアを運転してセナンまでやってきた。塔内に入れず、メインゲートの前で止まっていたところをサムナにキャリアの中を（拒否したため）強引に調べられてしまうが、逆にそれを利用して「壊れたから弁償してもらう代わりに塔内に入れろ」と言いがかりを付けて塔内へ入ろうとした。この時、サムナに名前を聞かれ｢ムーンドギー｣を名乗っている。その後、ルリからLFOをタダで貰えるという貯水施設の情報を教えて貰い、そこへ訪れていたところをサムナと再会。途中まで無理矢理サムナと行動を共にするが、闇の武器商人の襲撃を受けたため、エレベーターで移動している505が到着するまでの間、半壊して近くに乗り捨てられていたLFOに搭乗してサムナと共闘した。EDでは、軍を離反したサムナと三度目の再会を果たすと、彼を自身のキャリアに同乗させた。この時は、自身の訛りを気にすることなく、終始堂々と喋っていた。
NEW VISION
16歳。主人公の一人として登場。無事にゲッコーステイトのメンバーとなり夢を叶えることに成功したが、現在はとある理由によりゲッコーステイトから家出をしている。蝶型のマスクを付けたマスクマンとして、最後のベスタカップに参加した際、数年振りにサムナと再会を果たす。以降はサムナ、そして彼が捜していたルリの仲間になる。主にサムナのサポートをする立場で、アニメ版とは比にならない活躍をする。リフのテクニックは、ゲッコーステイトのメンバーとなっただけあって非常に優秀で、ルリからも「テクニックは一流」と認められている。また、こちらでもアニメ後半において披露した空船の操縦を行う場面があり、サムナからは｢才能がある｣と評されていた。余談だが、ファンであるルリからは、親しみを込めて「ドギオ」と呼ばれている。

### NW（ニューウェーブ）
シェルフィールドの塔に属している塔州連邦軍基地、89駐屯地区に存在するLFOライダー養成施設。4人で一組のチームを組む方針を採用しており、LFOでの模擬戦以外にもリフや射撃、格闘技などの訓練を行う。卒業後の配属先は、卒業トーナメントにおける個人別評価によって決定される。しかしその実態は、CFS研究に必要なLFOライダーの優秀な戦闘データを手に入れるための実験場であったことが、施設を調べていたルリの口から語られている。NEW VISIONでは、スカブ・コーラルの浸食によって89駐屯地区の基地共々廃棄され、荒廃している様子が描かれている。
サムナ・スタージョン
声 - 下野紘
ルリ
声 - 豊口めぐみ
フッキ・ズィーフ
声 - 高木渉
前衛のアタッカーを担当している、サムナのチームメイト。身につけている眼鏡と帽子が特徴的な、熱血漢LFOライダー。ベスタのダウンタウン出身。ベスタカップというリフ大会で、チャンピオンになった経歴を持っていたが、生活苦からダウンタウンで燻っていた。そんなある日、突如現れたピート・サヴィルにスカウトされ、NW（ニューウェーブ）へと入隊する。サムナとは、後に親友及びライバル関係となる。気の多い男で、色々な女性（ルリを含む）に一目惚れするが本人の前では何も出来ないため周りからは“シャイな女ったらし”と言われている。元ベスタカップのチャンピオンだけあり、リフの実力は非常に高い。ちなみに、お洒落のセンスはかなり独特。
NEW WAVE
18歳。NW（ニューウェーブ）では、好意を寄せていたルリとLFO談議で花を咲かせていたサムナに一方的なライバル心を持っていた。卒業トーナメントの決勝戦後からは、ルリがいなくなったことをサムナがフラれたと思い込んだことでわだかまりを解消。それまでとはうって変わって友好的となり、彼の親友となった。NW（ニューウェーブ）卒業後は、サムナから1ヶ月遅れてソーヤ隊に配属される。しかしそこで、ベスタ時代の因縁の相手であったショーンと思わぬ再会を果たすことになる。その直後に行われた彼らの故郷であるベスタでの任務において、犯人を巡りショーンと仲間割れ寸前の状態にまで発展してしまうが、サムナの仲介により事なきを得た。セナンでは、サムナの共にLFO用のリフボードを先行して支給された。サヴィルの命令によりニルヴァーシュに乗ったサムナと戦闘を行うが、彼との友情から本来の実力の半分も発揮することができずに敗れるという人情深い一面を見せている。
NEW VISION
23歳。少尉に昇格。その腕前を買われ、ソーヤ隊解体後に組織された連邦軍所属のKLF特務小隊、ナガラ隊の隊長を務めている。ラーメンストリートにて、セナン戦で死んだと思われていたサムナを発見し、ニコラの経営するラーメン屋に出向いて直接彼と再会を果たした。元ソーヤ隊のメンバーの中では、唯一以前と変わらぬ態度で接し、どうして死んだふりまでして自分達に連絡もとらず逃げ続けているのかを尋ねた。その後、成り行きから始まった早食い対決の結果に従ってサムナ達を逃がした。
名前の由来はサムナに同じくニュー・オーダーのメンバーであるピーター・フックの愛称「フッキー」より。
ジリアン・ハミルトン
声 - 中村千絵
後衛のバックアップを担当している、サムナのチームメイト。ルリと紅二点を形成する女性ライダーで、サムナとは学生時代の同級生。良家の子女であるが竹を割ったような性格をしており、チーム内のムードメーカー的存在である。同じく良家の生まれであるスティーブンとは許嫁の間柄であり、関係も悪くはないようだが、ジリアン本人はサムナに対し憧れの気持ちを抱いている。同じ制服を着ているルリとは異なり、制服の下には淡い紫色のハイネック長袖シャツと黒タイツを着こんでいる。学生時代、“BB”として活動していたルリにリフティングを手ほどきしてもらったことがあり、作中でも数少ない“BB”の正体が彼女であることを知っている人物の一人。
NEW WAVE
18歳。（ニューウェーブ）では、模擬戦中に暴走事故を引き起こしたモンスーノ・プロトタイプをサムナと協力して、機能停止させることに成功する。NW（ニューウェーブ）卒業後は、フッキやスティーブンと共にソーヤ隊に配属。スティーブンと共に情報収集、分析のバックアップを担当した。ベスタの任務では、ベスタカップに参加したサムナに賭けていたために大儲けし、続くブラックマーケットでの任務にも行われた賭け（サムナが軍を辞めるか辞めないかというもの）でも単独勝利するなどの随所で強運振りを発揮した。セナンでは軍を離脱しようとしたサムナを「戻らないなら殺す」と宣言して立ち向かうが、サムナの腕とニルヴァーシュの力の前に歯が立たず、彼を止めることができなかった。
NEW VISION
23歳。フッキが隊長を務めるナガラ隊の副隊長。サムナの裏切りやスティーブンとの婚約が破棄された影響からか、活発な面が目立った以前に比べ、物静かで冷静な軍人らしい性格へと変化している。ラーメンストリートにて、フッキと共にラーメン屋に出向きサムナと再会を果たすと大人しく投降するように呼びかけた。その後、店主であるニコラの提案で、早食い対決を行うことになったが、途中で食べる気を無くしていたドギーを除くと食べ終わるのが一番遅かったため、結局サムナ達を取り逃がしている。ちなみにシチュエーションモードにおいてサムナと戦うと、今までの鬱憤を晴らすかのごとく罵声を浴びせ、ルリに対してはライバル心をむき出しにする。
名前の由来はニュー・オーダーのメンバー、ジリアン・ギルバートより。
スティーブン・ビッスン
声 - 森田成一
後衛のバックアップ担当している、サムナのチームメイト。ジリアンとは許嫁の関係。ジリアンと同じくサムナとは学生時代の同級生だった（ただし、ジリアン共々サムナは覚えていなかった様子）。軍人一家の出身で、サムナと同様に用意された進路を嫌い、士官学校を蹴る形で、NW（ニューウェーブ）へ進む。常に冷静沈着、チーム内では参謀的存在である。と同時に情報収集家であり、いつも何かしらの情報を手に入れている。
NEW WAVE
18歳。NW（ニューウェーブ）では、今後の軍での活動にリフが重要視されるという情報をいち早く入手し、他のチームが軽視していたリフの訓練を重点的に行う方針を提案した。NW（ニューウェーブ）卒業後は、フッキやジリアンと共にソーヤ隊に配属されジリアンと共に情報収集、分析のバックアップを担当した。ベスタの任務では、ベスタカップに参加したフッキに自分に賭けるように言われ、言われたとおりに賭けたがサムナが優勝してしまったためにペズと共に大損している。終盤では、将来的には情報部へ転属しようと考えていることをサムナに明かしている。
NEW VISION
23歳。情報部に転属。わずか数年で中尉となり、その出世振りは“ニー・ウィルソンの再来”と呼ばれるほどであった。しかしある日、ハッシェンダでの任務中に高濃度のトラパーを浴びてしまい負傷。なんとか無事に回復したが、この頃から異常な言動が目立つようになった。同時にジリアンとの婚約も破棄し、自ら孤独の道を歩んでいくことになる。ストーリー後半ではCFS研究施設のある空中塔サンダークラウドをフレイムと共に占拠すると同時に“革命”と称して反旗を翻した。その後、暴走したフレイムの強襲によって被害を受けたサンダークラウドの司令室で死亡したと思われたが、「オレのスペシャル」と称する機体、ジ・アザーワンに乗って再びサムナ達の前に現れる。しかし、この時点で完全に精神が崩壊しており、サムナやルリばかりか同じ軍人であるジリアンとフッキにも銃口を向けるなどの暴走状態となっていた。そして、サムナからLFOで戦いを挑まれCFSを使用、サムナの最後の敵として彼の前に立ちはだかる。勝負後、上空から転落したにもかかわらずなおも動き出そうとした所をジリアンの手によって殺された。サムナと同じ経緯で軍に所属しながらも、彼とは正反対の結末を迎えてしまったある意味では、今作一番の被害者と呼べる人物。
ちなみに、ストーリー中間においてドミニクから情報提供を受けているが、彼自身はゲッコーステイトに対してはあまり興味を持っていなかったようである。
名前の由来はニュー・オーダーのメンバー、スティーヴン・モリスより。

### ソーヤ隊
89駐屯地区において新設された、KLF特殊機動部隊。当初のメンバーは、司令官のウィルソン、隊長のサヴィル、LFOライダーのショーンとペズの四人であったが、後にNW（ニューウェーブ）からの繰り上げ卒業でサムナ、そのひとつき遅れでフッキ、ジリアン、スティーブンが配属された。ベスタで発生していたLFO狩りの検挙や盗賊団ギルズの討伐など、多くの戦果をあげたが、ホランド叛乱の余波を受けてウィルソンが左遷。さらにセナンでの任務において、サムナの離反とサヴィルが戦死したことにより、任務後間もなく解体されている。
サムナ・スタージョン
声 - 下野紘
フッキ・ズィーフ
声 - 高木渉
ジリアン・ハミルトン
声 - 中村千絵
スティーブン・ビッスン
声 - 森田成一
ショーン・バンクス
声 - 真殿光昭
フッキと同じくベスタのダウンタウン出身のLFOライダーで、サムナ達の先輩にあたる。少年時代にベスタカップで、二年連続チャンピオンになった経験を持つ実力者。同時に札付きの不良少年としても有名で、当時不良たちの仕切り屋だった自分に対して、一匹狼の姿勢を取っていたフッキとはこの時期によく衝突を繰り返していた。リフの腕を買われて、塔州連邦軍にスカウトされたことをチャンスととらえており、自分のために貪欲に活動している。“勝負に卑怯もクソもない”という考えの持ち主でありながら、「酒やチョコだのを喰らってLFOに乗るのは邪道」と一喝するなど独自の拘りを持つ。
NEW WAVE
20歳。ソーヤ隊に配属されてきたサムナに対し、当初は挑発的な態度を取っていたが、次第に彼の実力を認めていき、最終的にはよき先輩の一人としてサムナと接するようになっていく。フェクダでの任務では、自分たちが与えられていた任務がデコイであることを秘匿された上、その任務で危うくペズが死にかけたため、合同作戦として現場で指揮を執っていた上官のホランドに喰ってかかろうとした。ベスタでの任務では、とある事情によりベスタカップへと参加するが、サムナに敗れ優勝を逃している。その後、義理があった後輩のウェスがLFO狩りの実行犯として疑われたため、サムナ達に「証拠がない」と説明して、彼を庇い続けていた。しかしその結果、彼を犯人と断定したフッキと言い争いになり、危うく仲間割れを起こし掛けてしまうが、サムナとウェスの仲介によって仲間割れは回避された。
NEW VISION
25歳。情報部直属のKLFライダーとなっており、元ソーヤ隊メンバーの中ではスティーブンに次ぐ出世頭になった。だが、スティーブンによって手渡されたCFSを使用してからは、人の真似をするのが一番嫌いだった以前と態度が一変し、親友であるペズの制止も聞かずにCFSを多用するようになる。ストーリー中盤以降は、スティーブンの命令でサムナを追い詰めるもルリの乱入によりトドメをさすことができなかった。しかし戦闘後、空域を離脱した二人を追跡し続け、ジャンプカタパルト上空においてサムナと再戦。彼に勝つためにペズの制止を振り切ってCFSを使用するがそれでもサムナには勝てず、最後は死ぬ前に彼を道連れにしようと特攻するも途中で機体が耐え切れずに爆死した。なお、シチュエーションモードにおいてショーンが敗北するとCFSを使用した自分の選択を後悔した発言をする。
名前の由来はハッピーマンデーズのメンバー、ショーン・ライダーより。
ペズ・ウェルズ
声 - 加瀬康之
ショーンの幼馴染。喧嘩っ早いショーンをなだめる役回りで、少年時代からいつも二人でつるんで行動していた。凄腕のLFOライダーであるが、彼自身は機械いじりの方に興味を持っており、故障したLFOを修理出来るほどの技術を独学で習得している。普段はそれほど表立つことはないが、相棒であるショーンのフォローやサムナ達へのアドバイスなど、メンバーの中では影のまとめ役として行動している。
NEW WAVE
20歳。ソーヤ隊に配属されてきたサムナに挑発的に接したショーンとは対照的に比較的穏やかに接し、初めから友好的な関係となった。フェクダ採掘所での警備任務中、突如発生した地殻変動に巻き込まれた影響でLFOが故障。その場から身動きが取れなくなってしまうが、命令違反を侵しながらも救援に駆け付けたサムナのおかげで九死に一生を得た。次のベスタでは、とある事情からベスタカップに参加したショーンに（賭けるように言われた為）賭けたものの彼が優勝できなかった為、スティーブンと共に大損している。
NEW VISION
25歳。ショーンの部下になっており、彼のもとで行動している。しかしショーンがCFSを使用するようになり始めてからは彼の身を案じ、CFSの多用を禁じるように説得し続けていた。その後、スティーブンの命令によりショーンと共にサムナと戦闘。ジャンプカタパルト上空での再戦の際に、CFSを使用しようとしたショーンを止めようとするも逆に返り討ちに合ってしまう。サムナとの戦闘後はスティーブンの元へ戻り、サンダークラウドの通信士となっていた。しかし、ショーンが変貌する原因を作ったスティーブンの仲間になったつもりはなく、サンダークラウドへ攻めてきたサムナ達に侵入経路を教え、その手助けをした。だが、その直後にスティーブンの凶弾に倒れ、後のことをサムナに託し死亡した。
名前の由来はハッピーマンデーズのメンバー、ペズ。
ニー・ウィルソン
声 - 田中正彦
ソーヤ隊の司令官。40歳。塔州連邦軍にLFOをKLFとして軍事目的で導入させた張本人であり、ソーヤ隊を発足させるために有能なリフボーダーを片っ端からスカウトしていた。昼行灯な言動も多いが頭の相当切れる人物であり、食えない人物である。ピートを始め部下の信頼も（性格はともかく）厚い。また、ホランドの言葉から察するに彼とも面識はある模様。
NEW WAVE序盤では、スタージョンの名を持つサムナをソーヤ隊の戦力強化とKLF反対派への牽制のためにソーヤ隊に招いたが、最終章直前にホランド叛乱の影響を受け、ソーヤ隊から左遷されてしまった（左遷先は不明）。
ピート・サヴィル
声 - 竹田雅則
ソーヤ隊の隊長。35歳。サムナやルリ達の直接的な上司。隊長であるためKLFでの戦闘はほとんどせず、もっぱら隊の指揮に専念しているが、ライダーとしても優れた腕を持つたたき上げの軍人。サムナ達からは、「サヴィル隊長」と呼ばれている。
NEW WAVE終盤では、ホランドの叛乱の余波を受け左遷されたウィルソンに代わって、ソーヤ隊全体の指揮を執るようになる。セナンでの任務中、塔内に保管されていたニルヴァーシュを強奪しようとするルリの前に現れ、サムナにヴォダラクのテロリストとして彼女を始末するよう指示した。しかし、サムナが指示を無視して強奪に協力したことから塔屋上で彼を拘束するよう他の隊員たちへと指示を出した。塔屋上では、ニルヴァーシュに乗り換えてフッキとジリアンを倒したサムナの前に、調整を終え完全版となったモンスーノ・プロトタイプに搭乗した状態で再び現れ、最後の難関として立ちはだかる。戦闘中、当初はKLF反対派への牽制の為だけにスタージョン家の人間であるサムナが欲しかったが、現在ではそれを抜きにして評価していることを告げ、自分たちの元に戻るように説得し続けた。しかし、既に決心を固めた彼にその声は届かず、リフボードを使用した空中戦の末にサムナに敗れる。最後には、自分と道は違えど信念を貫いて行動したサムナの覚悟を認め、機体ともに爆死した。
ドッティ
声 - 秋元羊介
ソーヤ隊のLFO整備主任。老年の見た目とは裏腹に、505への武器換装や整備を一手に引き受けている。ソーヤ隊のパイロット達とは、良好な関係を築きつつ彼らをサポートしている。職人気質で堅物な人物だが、サムナのことは気にいっており、彼にLFO用のリフボードが最初に支給された時には自分のことのように喜んでいた。
NEW WAVE
急遽ソーヤ隊に入隊したサムナのために、予備パーツからホワイトカラーのtR505を組み上げた。その後は、LFO用のリフボードを用いた初演習を行うサムナに付き添い、彼のライディングを「ホランド以来の腕」と評した。
NEW VISION
軍を退役してジャンク屋を営んでいる。軍との関係がなくなったためか、サムナは彼の元に訪れて505関連の情報を仕入れようと考えていた。そのため、軍離反後もサムナが生きていることを知っている数少ない人物の一人。サムナのことは今でも信じており、彼がなぜ軍を離反したのかはあえて聞かないようにしている。現在は、野良LFO試合の観戦を唯一の楽しみとしており、野良LFO試合のトーナメントに出場を決意したサムナを｢デスモンガー｣というリングネームでエントリーした。軍は退役したものの整備士として腕は全く衰えておらず、サムナが回収してきた505を最新型のLFOとも互角に張り合えるほどに改修した。

### ベスタの二大自警団関係者

#### アイスリップス
ベスタの二大自警団の一つ。拠点は、同名のリフショップ。州軍から委任状を貰っている正規の自警団で、以前は単独でベスタを仕切っていた。だがある時、ラウル率いるファイア・ブラッズが台頭してきたことによる抗争と分裂を繰り返し『NEW WAVE』頃には、勢力が大幅に縮小してしまっている。その後、サムナ達の活躍によりファイア・ブラッズが事実上崩壊したため、『NEW VISION』では無事に元の勢力を取り戻している。
カイリー
声 - 山田美穂
アイスリップスの女性リーダーで、同名のリフショップを経営している。フッキやショーンとも顔見知りの人物。本人は、リーダーになる気はなかったが、現在は成り行きでリーダーを務めている。死んだ弟のダニーに代わって、州軍からの委任状を賭けたベスタカップに出場しようとしていたが、事情を知ったフッキとサムナが代走を名乗り出たため、彼らに託すことにする。ベスタカップ終了後、賭けレースの権利を奪われたラウルに捕らえられるが、サムナによって救助された。そのまま無事に脱出したと思われていたが、殺された弟の仇討ちを果たすために残り続けており、ラウルが逮捕された瞬間を狙って彼を射殺、狙撃現場に到着したサムナの前で自首をした。その後、射殺した人物が人物であったことから仮釈放が認められたことが、ペズの口によって語られている。
NEW VISIONでは、釈放されて再びリフショップを経営している。サムナによると、ルリと再会出来ずに生き甲斐を失っていた時期に助けてもらっていたらしく、彼から礼を言われている。
ウェス
声 - 羽多野渉
ベスタに住んでいる青年。フッキとショーンの後輩に当たる人物で、二人から認められるほどの実力を持つ。かつては、純粋にリフを愛していたが、ファイア・ブラッズのリーダーとなったラウルに出会ったことで、その運命を大きく狂わされていく。
NEW WAVE
ファイアブラッズに所属しているLFOライダー。表向きは礼儀正しい性格で平静を装っているが、実際はリーダーであるラウルによって重度のチョコ（大麻）中毒者となっており、服用しなければまともにLFOも動かせない廃人寸前の状態になっていた。ベスタで騒がれていたLFO狩りの実行犯で、ラウルの命令によりカイリーの弟のダニーを、ベスタカップの前に殺害している。最終的には、サムナに敗れたことでファイアブラッズを辞め、チョコとも決別することを決意する。
NEW VISION
アイスリップスのメンバーの一人として登場。無事に更生を果たすことに成功しており、本来のミーハーな性格を取り戻している。サムナに最後のベスタカップが開かれることを連絡した張本人。自身も参加賞のウィールが欲しかったため、参加しようとしたが、服用していたビタミン剤が検査に引っ掛かってしまい参加できなかった。
アイアンジョー
ウェスが、野良試合に出場する際に名乗っているリングネーム。黒いライダースーツにヘルメットというファイアブラッズ時代を彷彿とさせるような風貌をしており、505の頭部を付けた改修機ダークエッジに搭乗している。不敗のチャンピオンとして、コリンズの下で活動しているが、他のメンバーと違って彼の言いなりになっている訳ではない模様。野良試合のトーナメントの前に、コリンズからチョコを手渡されるも結局それを使おうとせずに、正々堂々と実力でサムナに勝負を挑んだ。そして勝負後、試合前に手渡されたチョコを投げ捨て完全に更生したことを示した。
エミル
声 - 園崎未恵
ベスタでリフショップを経営している褐色肌の女性。元々は、ゲーム版コミックの登場人物であり、学校外で知り合いの少なかった当時のサムナと交流を持っていた。
NEW WAVE
最終章で登場。セナンで、擬似ショップを開いていた所を、偶然近くを警備していたサムナと再会する。しかし、当時から数年が経過していたこともあり、この時はお互いに既視感を感じはしたものの気付くことなくそのまま別れている。
NEW VISION
第一章から登場。今作では彼がサムナであることに気付いており、最後のベスタカップに出場する彼のボードを予選開始前にメンテナンスした。その後、同じリフショップを経営しているカイリーと親しくなったようでEDでは、ウェスを含めて三人で登場している。

#### ファイアブラッズ
ベスタの二大自警団の一つ。拠点は、同名のコーヒーショップ。アイスリップスと抗争を繰り返している不正規の自警団。自警団を名乗っているが、その実情はただのチンピラ集団と大差がない。リーダーのラウルが持っている金やチョコを目当てに、日々の生活に困っている若者達が集まっている。一時期は、ベスタの大部分を手中に治める程の勢力を誇ったが、サムナ達の介入によって資金源であった賭けレースの権利を失ったことやリーダーのラウルが逮捕されたため、事実上壊滅した。
ラウル
声 - 江川央生
ファイアブラッズのリーダー。最近、ベスタに現れた流れ者のチンピラで、金とチョコを使い、ファイアブラッズのリーダーとなった。彼自身もチョコの服用者で、常に強気な態度と気怠さを漂わせている。同時に、ベスタにおける賭けレースの胴元でもあり、リフやLFOを使った賭け試合で八百長をすることで私腹を肥やし、LFOや武器を仕入れていた。ベスタカップを使って、アイスリップスが持つ州軍からの委任状を奪いベスタの支配を完全なものにしようと画策する。そのために、アイスリップス側の代表選手であったカイリーの弟・ダニーを、ウェスに命じて殺害した。しかし結果は、アイスリップス側に付いていたサムナが優勝を果たしたことで、賭けレースの権利を奪われ逆に追い詰められてしまう。その後は、カイリーの誘拐や“誰でも凄い技が繰り出せる”LFO（スカッドバイク）に搭乗して、ウェスのサイクロプスと協力してサムナを倒そうとしたりする等の抵抗を続けるが、最後は敗れて逮捕される。そのまま連行されると思われたが、直後にカイリーからの狙撃を受けて死亡した。後に、彼が搭乗していたLFOの話を聞いたルリは、｢CFS研究の実験台にされた人間の一人かもしれない｣と推察し、副作用が出ていなかったかを尋ねたが、元々チョコの服用者であったこともあり、真相は不明である。
ウェス
声 - 羽多野渉

### ブラックマーケットの関係者
ナタバチ兄弟
声 - 兄小林良也、弟小野賢章（NEW WAVE）・兄竹谷和樹、弟鈴木考太（NEW VISION）
ブラックマーケットを縄張りにしているチンピラ兄弟。『NEW WAVE』と『NEW VISION』において、数度にわたりサムナと関わることになる。
NEW WAVE
単独任務中のサムナにガイドを申し出たふりをして、人気のない場所に誘き寄せ小銭を奪おうとする。が、格闘訓練を受けているサムナに勝てるはずもなく、最後は後を付けてきたライラ（ルリ）の一撃により渋々退散する。
NEW VISION
野良試合会場のオーナー・コリンズの部下として活動しており、独特の配色に塗装したハリケーンボアを所有している。コリンズの命令で、サムナの持つフレストニアを奪おうとブラックマーケット近郊、野良試合会場と二度に渡り勝負を挑むが、いずれも勝てずに敗れ去った。そのまま出番終了かと思われたが、ラーメンストリートへと向かうサムナたちの前にまたしても現れ勝負を挑んだ。が、この行動が皮肉にも自分たちが最も恐れていたライラ（ルリ）の怒りを買うこととなり、手も足も出ず返り討ちにあった。
ジャン
声 - 小西克幸
『NEW WAVE』に登場。軍管轄の発掘所ばかりを狙っていた盗賊団ギルズのリーダー。裏世界で徐々に力をつけてきた切れ者で、悪人でありながら嘘を嫌う性格。しかし、人を殺す前に変な二択を質問し、自分の主観とずれた回答をした際には、容赦なく殺してしまう冷酷さを併せ持つ。LFOライダーとしても高い実力を持ち、ホランドからも「かなりの腕利き」と評されている。フェクダの採掘所では当初、所有していた装甲陸戦艦の中に潜んでいた。だが、ホランドの用意した試作ロングレンジレーザーによって陸戦艦が大破した為、ハリケーンボアに搭乗してサムナとホランドに勝負を挑んだ。この時は、敗北はしたが、逃げおおせることには成功する。逃亡後は、ブラックマーケットに潜伏。軍から横流しされたLFOパーツを売り捌いて暗躍を重ねていた。しかし、信頼していたライラ（ルリ）の手引きでアジトを突き止めたサムナ達に再び追い詰められ、トライビートルに搭乗して再戦するがまたしても敗北。今回は、逃げおおせることは出来ずに逮捕され、同時にギルズも壊滅した。
余談だが、彼の搭乗するLFOは必ず紫を基調に塗装されている為、集団戦において非常に判別しやすくなっている。
コリンズ
声 - 西凛太郎
『NEW VISION』に登場。ブラックマーケットにあるLFOの野良試合会場のオーナー。ドレッドヘアーに黒縁の眼鏡をかけた中年男性で、ベスタカップの優勝賞品であったフレストニアを手に入れようと暗躍する。ベスタカップ中に、自分の部下であるビングを優勝させる為、高額報酬をチラつかせてサムナを買収しようとする。それに屈することのなかったサムナが優勝を果たすと、今度はLFOを買い取ろうと考えて先程以上の金額を提示し交渉を持ち掛ける。だが、交渉の途中にムーンドギーが乱入したことで交渉が決裂、とうとう痺れを切らし部下のLFOライダー達を使って力づくで奪おうとするもフレストニアを乗りこなすサムナに勝てず、その場は止む無く撤退した。その後、野良LFO試合のトーナメントに出場してきたサムナを殺すようにチャンピオンであるアイアンジョー（ウェス）に指示を出し、もしもの時の為にチョコを手渡した。決勝戦の直後、トーナメントを優勝したサムナの前に現れると先程の試合を無効試合とし、自分に従わないウェス共々部下を総動員させて始末しようとするが、逆に部下を全滅させられた。
さらに明確な描写はなかったが、その後に全財産を賭けたことで配当金が跳ね上がっていたドッティに配当金分を支払わされてしまった模様。
ビング
声 - 保村真
『NEW VISION』に登場。リーゼントのような髪型にした金髪が特徴的なコリンズの部下。ベスタカップに出場し、フレストニアを手に入れようとした。コリンズの手引もあり決勝戦まで残ったものの、実力でBB（サムナ）に勝てなかった為、優勝することは出来なかった。その後、野良試合のトーナメントで再登場。この時はスカッドバイクに搭乗し、2回戦においてサムナとぶつかる。この時、実況から元KLFライダーであることを紹介され、その肩書を自慢して自信満々に立ち向かったが、同じ元KLFライダーでもソーヤ隊のトップライダーであったサムナに勝てるはずもなく、「実戦を知らない」と一蹴されて敗れ去った。
ニコラ・ミルズ
声 - 池田勝
『NEW VISION』に登場。ブラックマーケットにある、多くのラーメン店が腕を競い合っているラーメンストリートで、小さなラーメン屋を経営している中年男性。彼が作るラーメンは1日に20食の限定品で、「口にするだけでも奇跡」と呼ばれるその味は“至高”かつ“究極”とまで評されている。ラーメンとは、“自分と客との勝負”と断言する根っからの職人。
その正体は、元軍所属のCFS開発者。かつてはコンパク・ドライブの研究を行っており、その一環としてCFSを開発した。だが、実際にCFSを搭載した機体が、初動試験中に暴走事故を引き起こしたのを目の当たりにしたことで、CFS作動中のコンパク・ドライブが被験者に与える精神的悪影響を危険視し、軍を離れた過去を持つ。しかし、彼が去った後もCFS研究は継続されていった。サムナ達との邂逅後、CFS研究の重要人物としてスティーブンに目を付けられていたが、無事に逃げ切れたようでEDで再び店を訪れたフッキ達にラーメンを振る舞っている。

### アザール
ロディ・フレイムが主宰を務める巨大リフ・ブランド。コラボレーションと限定生産品を連発するスタイルが、若者を魅了し絶大な支持を得ている。ボートとウェアのリフ事業だけでなく、アパレル全般やLFOのカスタムチューンまで幅広く展開しており、リフ大会のスポンサーも務めている。
ロディ・フレイム
声 - 平田広明
ルリにリフティングを教えた人物で、孤児だったルリにとっては食いつないでいく術を与えてくれたまさに命の恩人。一時期はリフボーダーのカリスマとして凄まじい人気を得ていたが、事故によりボーダー生命を絶たれ引退。その後LFOに希望を見出し、塔州連邦軍がKLF部隊設立のために進めていたLFOライディングテストに参加。しかし再び事故を起こし、当時行き場を失いかけていたルリに自分の後継としてテストに参加するよう、コンパク・ドライヴを託した。この事故の時に搭乗したLFOこそCFS初搭載機であったライトニングシーズであり、この事故以降CFSの悪影響によって、人の心を信じられなくなってしまった。
ボーダー引退時にアザールというリフショップを立ち上げ、これが好評を得たことでNEW VISIONの頃にはボードシェイパーとして再びスターダムを駆け上がっている。しかし、そうして巨大な富を手に入れた彼は次第に今の世界の秩序を見限って、“新しい秩序”の誕生を望むようになった。
ストーリー中盤まではサムナ達に協力的な姿勢を示していたが、裏ではスティーブンと結託して空中塔サンダークラウドを占拠し、野望を達成すべく準備を進めていた。なお、ボーダー生命を絶たれてからの彼は右手に松葉杖を手にしていたが、実は使用しなくても歩くことができた。
アフロヘッド
声 - 西村朋紘
ずば抜けた商才で、アザールを実質的に運営しているフレイムの片腕。サングラスとその名の通りのアフロヘアーが特徴的なダンサーのような風貌の男で、LFOライダーとしても一流の実力を持つ。その為、アザールに所属するLFOライダー達のリーダーも務めている。フレイムには信仰に近い信頼を寄せており、自分と同じく彼を慕っているルリを昔からいい目で見ておらず彼女との仲は険悪気味。その一方で、サムナやドギーといった自分と気が合いそうな者には、自らスカウトを持ち掛けるなどなどチーム強化にも力を入れている。
ストーリー中盤において、ルリ（実際にはサムナ）が自分達の本当の計画を知ったと思い、LFOチームを率いて彼女を消そうとするがルリの高い実力と援護に来たサムナ達によって逆に追い詰められてしまう。奥の手としてCFSを使用するが敗北し、地上へと転落していく中、フレイムの名を叫びながら死亡した。

### アニメから登場するキャラクター
TVアニメ『交響詩篇エウレカセブン』からの登場人物。
ムーンドギー
声 - 宮野真守
ホランド
声 - 藤原啓治
軍で初めてLFOを導入した特殊機動部隊、SOFの第1機動部隊長。今作では、アニメでの彼からは想像できない軍人時代の姿が描かれている。
NEW WAVE
24歳。塔州連邦軍の生きたカリスマとして登場。サムナが配属されてから初の任務となったフェクダ採掘所での警備任務が、ソーヤ隊とSOFの合同任務なったことにより、両隊の現場指揮を執った。この時は、アニメで描かれた時とはまた異なる軍人としての一面を見せている。その後、最終章直前にエウレカを始めとした数人と共に叛乱を起こして軍から離反した。
NEW VISION
29歳。お馴染みのゲッコーステイトのリーダーとして登場。EDにおいて、月光号へと戻ってきたムーンドギーの前に現れ、帰ってきた彼を笑顔で迎え入れた。
シュチュエーションモードでは、LFO戦専用キャラクターの一人として使用することができる。
エウレカ
声 - 名塚佳織（NEW VISIONのシュチュエーションモードのみ）
アニメにおけるヒロインで、ニルヴァーシュを使いこなすLFOライダー。年齢は不明。本作では、ゲストとして登場する。
NEW WAVE
最終章終盤にて登場。サムナが、セナンから強奪したニルヴァーシュの受け取り現場に居合わせる形でサムナと邂逅。しかし、直接会話に参加していたわけではなかった為、ボイスはなく姿のみの登場となった。
NEW VISION
EDにおいて登場。今作ではサムナ達と出会うことはなかったが、ニルヴァーシュに乗ってベルフォレストへと向かうというアニメの第一話へと繋がるシーンが描かれた。
シチュエーションモードでは、LFO戦専用キャラクターの一人として使用可能。ともにニルヴァーシュを操るレントンとタッグを組んでおり、ニルヴァーシュ及びSpec2のみに搭乗することができる。
ギジェット
『NEW VISION』にのみ登場。月光号の通信士。15歳。エウレカと並ぶ、月光号のアイドルである南国風美少女。ムーンドギーと付き合っており、EDにおいて彼が戻ってきた際、彼に駆け寄って思いっきり抱きしめている。
ドミニク・ソレル
声 - 山崎樹範
『NEW VISION』にのみ登場。20歳。塔州連邦軍の情報部に所属している若きエリート士官（階級は少尉）。ラーメンストリートにて、サムナ達と行動を共にしていたムーンドギーが、ゲッコーステイトのメンバーであることを突き止め、スティーブンにその情報を提供する。さらに、この一件から正式にゲッコーステイトを追う許可を得ることに成功した為、アザールへの捜査を優先したスティーブンと別行動を取った。この時は、階級が上であるスティーブンに従っていたが、彼の叛乱が失敗した際には「所詮その程度の男」と見下す発言をしている。
EDでは、再びゲッコーステイトを追う為に、イズモ艦に乗ってベルフォレストへと向かうシーンが描かれている。
レントン・サーストン
声 - 三瓶由布子
『NEW VISION』のシュチュエーションモードのみに登場。アニメの主人公。14歳。LFO戦専用キャラクターの一人として使用できるが、個別キャラクターではなく、エウレカとタッグを組んでいる。さらに搭乗できるのは、エウレカ同様ニルヴァーシュ及びSpec2のみ。
マシュー
声 - 中村彰男
『NEW VISION』のシュチュエーションモードのみに登場。25歳。ゲッコーステイトに所属しているLFOライダー。黄色のランニングシャツが似合う、陽気で気さくなムードメーカー。LFO戦専用キャラクターの一人として使用できる。
ヒルダ
声 - 浅野まゆみ
『NEW VISION』のシュチュエーションモードのみに登場。25歳。ゲッコーステイトに所属しているLFOライダー。真面目で明るく、メンバーの体調を気遣うなど面倒見の良いゲッコーステイトの「お母さん」的な存在。マシューのパートナーであり、ツッコミ役でもある。LFO戦専用キャラクターの一人として使用できる。またロディ・フレイムとの掛け合いにおいて、彼がCFS初動試験の被害者であったことを知っていたことが判明した。
アネモネ
声 - 小清水亜美
『NEW VISION』のシュチュエーションモードのみに登場。年齢不明。ピンク色の長い髪と表情豊かな切れ長の目が印象的な少女。LFO戦専用キャラクターの一人として使用できるが、搭乗できるのは塔州連邦軍最強のKLF、ニルヴァーシュ type the ENDのみ。

## メカニック

### LFO
ターミナス type R505（通称505-ゴー・マル・ゴ- or TR505）
ソーヤ隊を始めとした多くの特殊機動部隊に標準配備されていた主力KLF。主な搭乗者は、フッキ、ジリアン、スティーブン、ショーン、ペズ。アニメ版に登場するターミナスシリーズの前身にあたる機体。それまでのKLFで難のあった運用面での利便性を考慮し、ユニット変換システム「換装式背部射撃兵装」を採用しているのが最大の特徴。このシステムの導入によりライダーの特性に合わせた射撃武器の交換が可能であり、他のターミナスシリーズよりも各機体ごとの差異が顕著に現れる。射撃武器の交換を簡単に行うことができる整備転換の容易さと、フレーム共用による高い整備性、さらに多方面の任務に対応できる柔軟性を評価され長期に渡り活躍した。ソーヤ隊で運用されている機体はサムナのものを除いて全てモスグリーンに統一されている。
NEW VISIONにおいては、主力KLFの座をモンスーノに奪われ引退しているが、ナガラ隊などの一部の小隊では未だに現役で運用されている。
ターミナス type R505〈サムナ機〉
NEW WAVEにおける主役機。急遽、ソーヤ隊へ配属することになったサムナに与えられたKLFで、ストックされていた余剰パーツを使って組立てられている。そのため本来のカラーリングが施されておらず、実用性が高いとは言えないホワイトカラーのままとなっているが、サムナはこのカラーリングを「専用機っぽいから」という理由で非常に気に入っていた。急ごしらえな機体ではあるが、性能そのものに関しては、従来機と同様のものであるため特に性能差はない。
ターミナス type R505改
NEW VISIONにおける主役機。元ソーヤ隊の整備主任ドッティが、サムナの回収した505を野良LFO試合で稼いだ大金をつぎ込んで、スペシャルチューンしたスペックアップ機。従来の「換装式背部射撃兵装」の他に固定式ミサイルポッドと高出力ブースターの増設、さらに装甲の換装及び増加と各部に最新のパーツが用いられている。総合的な性能の向上とサムナの高い操縦技術から、最新鋭のLFOをも凌駕する実力を持つ。
ターミナス type R505〈SOF機〉
SOFに配属された505で、メインカラーはインディゴ。主な搭乗者は、ホランド。設定上は外見のカラー以外、ソーヤ隊の使用している機体と特に変わりがないが、ホランドの搭乗している機体は、彼の天才的な操縦技術のおかげで、SOF内において最強の機体となっている。アニメにもホランドの回想シーン内での搭乗機として登場している。また余談だが、アニメに登場するチャールズ・ビームスもスピアヘッドに乗る以前はこの機体を使用していた。
ニルヴァーシュ type ZERO
サムナが搭乗した世界最古のLFO、故にtype ZEROとも呼ばれている。左右に座席が並んだ複座機で、その外観は白地に赤いラインのカラーリング。使用する武装はブーメラン型ナイフのみ。当機の専用リフボードは名工の手によるもので、旧型機ながらその飛行速度はターミナスシリーズを凌駕する。ルリからは、「ヴォダラクの手に渡れば、軍との全面戦争に発展する」と評されているほどの機体で、軍の最高機密としてセナン塔内に厳重に保管されていた。しかし、NEW WAVE終盤にサムナとルリの手で奪取され、ゲッコーステイトへと譲渡された。
フレストニア
アザールのメンバーによってカスタムチューンされ、運用されているLFO。主な搭乗者は、サムナ、ルリ、アフロヘッド。一般販売がされていない機体で、入手するのは極めて困難とされているレアな逸品。民生機としては過剰ともいえる高スペック機だが、その正体は軍から裏ルートで入手され、偽装改造が施されたKLF。基本的なカラーリングはグリーンだが、ベスタカップの賞品として用意され、サムナやルリによって運用された機体には赤の塗装が施されている。サムナが505改に搭乗するようになってからは、実質的にルリ専用機となる。アザールのライダー搭乗機には、CFSが搭載されている機体もある。アフロヘッドの搭乗する機体には、CFS搭載機である上にtR808と同様のツインタイプのロングレンジレーザーが装備され、カラーリングも独自の個性的な配色にカスタマイズされている。
ライトニングシーズ
CFSを初搭載した実験機。搭乗者はロディ・フレイム。｢最新鋭の機体にも劣らぬスペックを持つ、最高傑作｣と彼から絶対的な信頼を受けているLFOで、その開発経緯やホーミングレーザーなどを備えた背部ユニットの形状などが似ていることから、TVアニメに登場したターミナス type B303 デビルフィッシュと同じ頃に開発されたと思われるもう一つのモンスター・マシン。左腕が通常の機体とは異なる3本のクローのような形をしている他、カンジキのような補助リフレクターになっている脚部によって、短時間ではあるもののリフボードなしの飛行活動も可能となっている。本機のCFSには、優秀なLFOライダーのデータが多く蓄積されており、その蓄積したデータを使って、サンダークラウド内に存在するCFS研究施設の中枢装置となっていた。リミッターが存在しない極めて危険性が高い初期型CFS搭載機であるため、非常に高い戦闘性能を持つが、その分ライダーへの肉体的負担や精神的悪影響も大きいまさに諸刃の剣と呼ぶにふさわしい性能を持った機体となっている。
漫画での描写を見る限りでは、地上戦も可能と思われるもののシチュエーションモードでは空中戦でのみ使用可能となっている。
ワイバーン
ライトニングシーズの量産を想定して、サンダークラウド内で製造された高性能実験機。主な搭乗者は、ショーン・バンクス、ペズ・ウェルズ。CFS研究の一環としての試験機という側面も持ち合わせており、リミッターのない試作段階のCFSの他にも様々な新技術を用いた兵器が装備されている。その結果、モンスーノを上回る戦闘能力を手に入れたが、CFSの中毒作用に依存して多用し過ぎると人体への悪影響がでてしまうという、ベース機であるライトニングシーズと同様の欠点を持ってしまっている。作中では、このCFSの使い過ぎによりショーンがNEW WAVEの時とはまるで別人のようになってしまった。
ジ・アザーワン
ワイバーンとほぼ同時期に開発された、CFS搭載の最新型特殊KLF。搭乗者はスティーブン・ビッスン。同じく塔州連邦軍が開発したKLF「ニルヴァーシュ type The END」がホーミングレーザーを主軸とした武装、有機的パーツを使った曲線的デザインなのに対して、当機体はホーミングミサイルを主軸とした武装、工学的かつ直線的なデザインとなっており、その名が示す通りジ・エンドとは違う方向性で最強のKLFを目指した機体。背部に装備された複数のレーザーキャノンやミサイルポッドなどの重武装によって、LFOとしては圧倒的な火力を持つ。さらに、リフボードを通常とは異なる特殊な円盤状にすることで高い機動性の確保にも成功している。またその内の幾つかの武装とボードの一部をパージすることで火力、耐久力こそ低下するもののフルアーマー時を遥かに凌ぐ高機動性を得ることができる。スティーブンが「オレのスペシャル」と評する通り、他に類を見ないかなり特殊な機体で、CFSのサポートがあるとはいえ高度な操縦技術が問われるが、乗りこなせれば非常に高い戦闘性能を示す。
モンスーノ・プロトタイプ
NEW WAVEにおいて登場。次期主力KLFの選定試験に向けて先行生産された、モンスーノシリーズの試作機。それまでのKLFよりも防御に重点を置いた設計がなされており、プロトタイプながら非常に高い耐久性を誇る。それに加えて、腹部に搭載されたアシストパワーユニットの影響で、驚異的な機動力も持ち合わせている。しかし、試験機であるため、武器類はまだ装備されておらず、攻撃手段は接近による格闘攻撃のみ。作中ではCFS試験テスト中に暴走状態に陥り、模擬戦を行っていたサムナとジリアンに襲い掛かってきた。
モンスーノ・プロトタイプ完全版〈サヴィル機〉
NEW WAVEにおいて登場。軍を抜けようとするサムナの前に、最後の難関として立ちはだかるピート・サヴィル専用機。同じプロトタイプでも、開発初期の武装もなく調整も不完全で暴走した上記の機体とは違い、整備された軍の主力KLFとして正式採用直前の完全版であり、各種武装の他、リフボードも装備しているので空中戦闘も可能になった。また、サヴィル隊長の高い操縦技術に合わせたチューンナップが施されており、背部ユニットに大口径レーザーキャノンを装備するなど、プロトタイプではあるが、後の量産型モンスーノより機体性能はあらゆる面で上回っている。
モンスーノ type MS10 / MS20
NEW VISIONにて登場。塔州連邦軍に正式採用された軍の主力KLF。以前まで採用されていた505とは異なった、火力と装甲に重点が置かれた大型機。リミッターのある最新型のCFSが標準搭載されており、特殊な技能を持たなくても操縦可能になっている。正式採用されただけに、背部ユニットにミサイルポッドを備えたtype MS10やレーザーキャノンもしくは熱源式マイクロミサイルを備えたtype MS20などバリエーションが多数存在する。
サイクロプス
主な搭乗者は、ウェス。KLFが軍用化された初期段階の時に、試験導入していた初期型の機体。NEW WAVEの時点で既に旧タイプの代物であるが、非常に高い耐久性と格闘攻撃を持ち合わせている。そのため、市販のLFOよりも性能が高く接近戦では新型機とも十分に戦闘が可能。射撃武器はマシンガンのみ。設定ではこの機体を前身にしてモンスーノは製作されたことになっており、モノアイのカメラアイや重装甲である点等、いくつかの共通点が見受けられる。
ダークエッジ
NEW VISIONにてウェスが、自身の所有していたサイクロプスをカスタムチューンした一点モノの改修機。出力と装甲が、通常のサイクロプスよりも強化されており、一般の民生機では歯が立たない性能を持つ。オプションとして、頭部を505の物に換装している他、空中戦用のリフボードも装備している。
ワイルドボア
街に市販されているLFOで、格闘能力に長けているストリートファイタータイプの機体。市販されているLFOの中では最もポピュラーな機体で、自警団から盗賊団までとその使用者層はかなり広い。そのためカラーバリエーションが一番多く、ジャンクパーツによるカスタマイズもしやすいことが最大の特徴。前述の通り、格闘能力に特化した機体だが、元々質の低い機体であることもありスピードや装甲等、それ以外の性能が犠牲となっている。カスタム機として、よりバランスの向上したハリケーンボアがある。
ハリケーンボア
ワイルドボアをベースに改造されたカスタム機。搭乗者の美学が追求されたカラーリングによる威嚇力と、格闘能力とホーミングミサイルの追加による射撃能力の強化によりバランスが向上し、素人改造だが非常に侮れない戦闘能力を持っている。
スカッドバイク
二輪のビークルモードに変形することができるLFO。元々は、市街地での鎮圧兵器として軍が開発した試作機の一体であったが、装甲の薄さによる耐久性の低さから戦闘には不向きと判断され、市販の機体として出回ることとなった。他の市販機よりも比較的安価で販売されており、幅広い分野で使用されている。地上戦においては最速の機動性を持っているため、LFOでリフをする技術がまだなかった時代には、非常に重宝されていた。NEW WAVEでは、ファイア・ブラッズのリーダーであるラウルが、軍から横流しされた大幅なチューンアップが施されているCFS搭載機に搭乗している。
トライビートル
街に市販されているLFOの一機。三輪のビークルモードに変形することができる。市販されている他の二機に比べて規格が少し小さいが、高威力の格闘攻撃や高射程のレーザーに加えて高い耐久性を持ち合わせている。このように戦闘力は他の市販機よりも一段上の性能を持つが、機体の構造上リフボードに乗ることができず、唯一リフでの戦闘ができない機体でもある。
教習用LFO
LFOライダー養成施設・NW（ニューウェーブ）で使用されているLFO。主な搭乗者はサムナ、ルリ、フッキ、ジリアン、スティーブン。type Rをベースにして製作されているため、基本性能は軍用のKLFと大差はないが安全のために武器の交換及び射撃威力の調整は禁じられている。ゲームの序盤は、この機体を駆使してLFOの操作を練習することとなる。

### アニメに登場するLFO
シテュエーションモードでのみ使用可能なLFO。
ターミナス type R606
ターミナス type R808
ターミナス type R909
ニルヴァーシュ type ZERO Spec2
ニルヴァーシュ type The END

### その他の兵器
デスボール
セナン塔に配備されていた拠点防衛用の無人兵器。排除対象に向け、球体のボディに全方囲に向けて配備された10基の機銃からホーミングレーザーを発射するため、破壊するのは至難の業。メカデザインを担当した河森正治曰く、モデルは海栗。
ガードロボット
セナン塔内の無人フロアに配備されていた対人専用の小型警備ロボット。六脚による機動力と高出力レーザー砲によって人間相手には絶大な強さを持つ。
四脚戦車
四脚の歩行型に変形することができる軽量型の戦車。戦車だけあり、その動きは極めて速いものの装甲の薄さから耐久性に乏しい欠点を持つ。攻撃手段は、射撃のみで格闘はできない。
六脚戦車
四脚戦車に装甲と複数の火器を搭載し、強化した重量型の戦車。耐久性と火力の向上には成功したが、攻撃手段は四脚戦車同様射撃のみで格闘はできない。
装甲陸戦艦
盗賊団ギルズが所有していた空船が主流になる前に使用されていた戦艦。その名の通り大量の火器と重厚な装甲を持ち、並みの武装ではビクともしない耐久力を持つ。